# Psalidosphryon spiniscapis
Psalidosphryon spiniscapis là một loài bọ cánh cứng trong họ Cerambycidae.